# آگافونوفسکایا
آگافونوفسکایا (به لاتین: Agafonovskaya) یک منطقهٔ مسکونی در روسیه است که در استان آرخانگلسک واقع شده‌است.